# بیضی‌سنجی
الیپسومتری (به انگلیسی: Ellipsometry) روشی نوری (اپتیکی) برای مطالعه ویژگی‌های دی‌الکتریک لایه های نازک است.

در این روش با بررسی تغییرات قطبش نور بازتابیده از نمونه، می‌توان اطلاعاتی دربارهٔ لایه‌هایی که نازکتر از طول موج نور (حتی به اندازه یک لایه اتمی) است، بدست آورد. این اطلاعات می‌تواند شامل ریخت‌شناسی، ترکیب شیمیایی، زبری، ضخامت (عمق)، طبیعت کریستالی، غلظت آلایش، رسانایی الکتریکی و غیره باشد. نام الیپسومتری اشاره به این موضوع دارد که بیشتر حالتهای قطبش، بیضی‌گون هستند. 

## اساس کار

الیپسومتری تغییر در قطبش در اثر بازتاب یا عبور (نور) را اندازه‌گیری می‌کند و آن را با مدلی از پیش تعیین شده مقایسه می‌کند. غالبا الیپسومتری در حالت بازتاب انجام می‌گیرد. ویژگی‌های یک ماده باعث می‌شود قطبش نور بازتابش‌یافته از آن تغییر کند. تابش الکترومغناطیسی با استفاده از یک منبع نوری انجام می‌شود و با یک قطبش‌گر، قطبیده می‌شود. پس از بازتابش، نور با قطبش‌گر دیگری که آنالیزور نام دارد برخورد می‌کند و به حسگر می‌رسد. می‌توان از یک جبران‌کننده در راه تابش و بازتابش استفاده کرد. 

### داده‌ها
زاویه تابش و بازتابش در این روش با هم برابرند. با تجزیه برداری نور قطبیده (polarized light)، نوری که قطبش آن موازی صفحه تابش (صفحه عمود بر نمونه) است، P و نوری که قطبش آن عمود بر صفحه تابش است S نام دارد و {\displaystyle r_{s}} و {\displaystyle r_{p}} ضرایب بازتاب این دو موج نوری هستند و الیپسومتری اندازه گیری دو پارامتر ({\displaystyle \Psi } و {\displaystyle \Delta }) ، محاسبه پارامترهای استوکس را امکانپذیر می کند:
{\displaystyle \rho ={\frac {r_{p}}{r_{s}}}=\tan(\Psi )e^{i\Delta }}
{\displaystyle \tan \Psi } نسبت دامنه نور قطبیده p و s پس از بازتابش و {\displaystyle \Delta } جابجایی فاز بین دو نور قطبیده pو s است. 

### آنالیز داده‌ها
الیپسومتری روشی غیرمستقیم برای اندازه‌گیری ویژگی‌هاست. بدین معنا که از روی {\displaystyle \Delta } و {\displaystyle \Psi } نمی‌توان یک‌راست خواص را بدست آورد مگر اینکه ماده همگن و همسانگرد باشد.

## مزایا
الیپسومتری در مقایسه با روش اندازه‌گیری شدت بازتابش، مزایایی دارد:
- الیپسومتری دست کم دو پارامتر را برای یک طول موج طیف اندازه‌گیری می‌کند. با استفاده از الیپسومتری عمومی، می‌توان تا 16 پارامتر را برای یک طول موج بدست آورد.
- از آنجا که الیپسومتری تغییرات را (و نه مقدار مطلق) اندازه‌گیری می‌کند، نیازی به پرتو یا نمونه مرجع ندارد و ناپایداری‌های شدت نور از منبع یا جذب نور به وسیلهٔ هوا تأثیری بر آن ندارد.
- برای مطالعه مواد ناهمسانگرد این روش بسیار کارآمدتر از روش اندازه‌گیری شدت بازتابش است.